# Ottó Czúcz
Ottó Czúcz (* 23. Juni 1946 in Csépa, Komitat Jász-Nagykun-Szolnok) ist ein ungarischer Rechtswissenschaftler und ehemaliger Richter am Gericht der Europäischen Union.

## Leben
Czúcz studierte Rechtswissenschaften an der  Universität der Wissenschaften Szeged und wurde dort 1971 promoviert. Anschließend war er bis 1974 im ungarischen Arbeitsministerium tätig.
An der Universität der Wissenschaften Szeged war Czúcz zunächst Lehrbeauftragter, dann bis 1989 Professor an der Fakultät für Rechtswissenschaften. 1989 wurde er Dekan  der Fakultät und 1992 Vizerektor der Universität. Von 1998 bis 2004 war er Richter am Verfassungsgericht Ungarns, daneben von 1998 bis 2002 Vizepräsident des European Institute of Social Security.
2004 wurde er zum Richter am „Gericht Erster Instanz“ der Europäischen Gemeinschaften (seit 2009 „Gericht der Europäischen Union“) berufen. Die erste Amtszeit endete 2010;  er wurde im September 2010 bis zum 31. August 2016 wiederernannt.

## Schriften
- Soziale Sicherheit in Mitteleuropa. Ein Systemvergleich zwischen Kroatien, Österreich, Polen, Slowakei, Slowenien, Tschechien und Ungarn, LexisNexis 2000, ISBN 3-7007-1944-2, zusammen mit Helena Barancová, Nada Bodigora-Vunobrat, Anjuta Bubnov-Snoberne, Wolfgang Mazal, Martine Risam, Herbert Szurgacz, Theodor Tomandl, Petr Tröster